# Libertad (Album)
Libertad ist das 2007 veröffentlichte zweite und bisher letzte Studioalbum der US-amerikanischen Hardrock-Supergroup Velvet Revolver. Nach der sich an die Veröffentlichung anschließenden Tournee verließ Sänger Scott Weiland die Gruppe und wurde seitdem nicht ersetzt. Die Band plant jedoch, ihre Karriere mit einem neuen Sänger fortzusetzen.

## Hintergrund
Das Debütalbum der Gruppe, Contraband, war äußerst erfolgreich: Es war in der Woche seiner Veröffentlichung (8. Juni 2004) mit mehr als 250.000 verkauften Einheiten das am schnellsten verkaufte Debütalbum in der Geschichte der amerikanischen Rockmusik. Außerdem erreichte es die Spitzenposition der amerikanischen Album-Charts, war Nummer 7 in Deutschland und gelangte auf Platz 11 der britischen Charts.
Libertad wurde im Henson Recording Studio aufgenommen und wurde am 29. Juni 2007 veröffentlicht. Sie enthielt neben zwölf Eigenkompositionen der Gruppe mit Can’t Get It Out Of My Head auch die Coverversion eines Songs des Electric Light Orchestra. Neben der regulären CD wurde auch eine Bonus-DVD mit dem Album veröffentlicht, die eine Dokumentation zur vorherigen Tournee enthält. Sie trägt den Titel Tierra Roja, Sangre Roja. Die CD war als Enhanced-CD produziert worden und enthielt mit Re-Evolution: Making of Libertad einen weiteren Videobeitrag.

## Rezeption
Libertad war nur in Großbritannien, wo es Platz 6 der Album-Charts erreichte, erfolgreicher als das Vorgängeralbum; in Deutschland (Platz 36) und den USA (Platz 5) schnitt es schlechter ab. Auch die Singles schnitten weniger gut ab als 2004: She Builds Quick Machines erreichte Platz 14 in den Billboard Hot 100, war aber weder in Deutschland, noch in Großbritannien in den Charts präsent. Gleiches galt für The Last Fight: Ebenfalls nur in den US-charts vertreten, erreichte das Lied dort nur Platz 72.
Stephen Thomas Erlewine, Rezensent für Allmusic, bemerkte zu Libertad,
das Album sei „homogener als sein Vorgänger“, was auch dem Produzenten zu verdanken sei, der dafür Sorge trage, dass die „Melodien mehr Gewicht bekommen, während die Gitarren weiterhin ihre bemerkenswerten Muskeln“ zeigen können. Er kritisiert dennoch, dass die Band nicht wie eine Band erscheine: Die Einzelmitglieder bekommen „während der Strophen Gelegenheit, ihre Riffs zu spielen, werden dann aber in den Hintergrund gemischt, während Weiland einen Refrain singt, der unleugbar ihm gehört.“ Erlewine empfindet das nicht unbedingt als schlecht, wünscht sich aber, dass die Gruppenmitglieder im Verlauf des Anhörens der CD „sich mehr als Band geben“ würden, statt sich der „Schwäche zu ergeben, ihre Egos zu pflegen, indem sie tun, was sie jeweils am besten können“. Er kommt zu dem Schluss, die Gruppe müsse beim „nächsten Mal ein Album vorweisen, das der Vergangenheit all ihrer Mitglieder gerecht wird, statt ihr zu schaden“.

## Titelliste
1. 2:32 – Let It Roll Kushner, McKagan, Slash, Sorum, Weiland
2. 3:24 – She Mine Kushner, McKagan, Slash, Sorum, Weiland
3. 3:14 – Get Out the Door Kushner, McKagan, Slash, Sorum, Weiland
4. 4:03 – She Builds Quick Machines Kushner, McKagan, Slash, Sorum, Weiland
5. 4:03 – The Last Fight Kushner, McKagan, Slash, Sorum, Weiland
6. 2:54 – Pills, Demons & Etc. Kushner, McKagan, Slash, Sorum, Weiland
7. 3:35 – American Man Kushner, McKagan, Slash, Sorum, Weiland
8. 4:33 – Mary Mary Kushner, McKagan, Slash, Sorum, Weiland
9. 3:58 – Just Sixteen Kushner, McKagan, Slash, Sorum, Weiland
10. 3:37 – Can’t Get It Out Of My Head Jeff Lynne
11. 3:26 – For a Brother Kushner, McKagan, Slash, Sorum, Weiland
12. 3:06 – Spay Kushner, McKagan, Slash, Sorum, Weiland
13. 11:14 – Gravedancer Kushner, McKagan, Slash, Sorum, Weiland